# Yuri Kushnarev

a Compétitions nationales et continentales officielles uniquement.

b Matchs officiels uniquement.
Dernière mise à jour le 31 mars 2020.
Iouri Kouchnariov ou Yury Kushnarev (en russe : Юрий Викторович Кушнарёв), né le 6 juin 1985, est un joueur international russe de rugby à XV.
Jouant au poste de demi d'ouverture, il est sextuple champion de Russie, fait partie de l'équipe russe lors de la Coupe du monde 2011 en Nouvelle-Zélande, au cours de laquelle il fut le premier joueur russe à inscrire des points en coupe du monde et est le recordman de points de son pays.

## Carrière

### Débuts et premiers titres nationaux
Iouri Kouchnariov est formé au VVA Podmoskovie, équipe de l'oblast de Moscou, avec qui il fait ses débuts dans l'élite locale en 2003.
Il obtient avec ce club cinq titres de champion de Russie consécutifs entre 2006 et 2010.
Il fait ses débuts avec l'équipe nationale en 2005 contre la République tchèque dans le cadre du Championnat européen des nations de rugby à XV 2004-2006, marquant 10 points dont un essai. Régulièrement sélectionné depuis, il se qualifie pour la Coupe du monde 2011. À cette occasion, il marque les premiers points de son pays lors d'un match de coupe du monde face aux États-Unis, mais ne parvient pas à se qualifier pour les quarts de finale.
Vers fin 2011, il fait un essai dans la province australienne des Melbourne Rebels, recommandé par son coéquipier en sélection nationale, le russo-australien Adam Byrnes (en), mais l'expérience n'est pas concluante, et Kouchnariov revient dans son club formateur dès la saison suivante.

### Arrivée au Ieninseï-STM, coupe d'Europe et records en équipe nationale
En 2013, il est transféré au RC Kouban Krasnodar mais un problème avec le contrat le pousse à partir dès 2014. Il signe alors pour le Ienisseï-STM de Krasnoïarsk, ville de Sibérie centrale.
Appelé en Russie « le Jonny Wilkinson russe » lors de la Coupe du monde 2011, il devient le meilleur réalisateur russe de l'histoire à l'occasion des qualifications pour la Coupe du monde 2015.
En mai 2015, le Ienisseï-STM se qualifie pour la première fois de son histoire en compétition européenne. Le club russe obtient en effet le droit de disputer le Challenge européen 2015-2016 par l'intermédiaire de la compétition qualificative entre nations mineures du rugby européen. Le Ienisseï-STM parvient à gagner deux matchs sur six (contre Brive et Newcastle), mais ne se qualifie pas, terminant 4e de sa poule.
Entre 2014 et 2015, il joue neuf des dix matchs de son pays lors du Championnat européen des nations 2014-2016. Mais avec 6 victoires pour 4 défaites, son pays termine à la troisième place derrière la Géorgie et la Roumanie et ne participe donc pas au Mondial.
Pour la saison 2016-2017, le Ienisseï-STM est directement qualifié en barrages du Challenge européen, où il affronte Rugby Rovigo en matchs aller-retour pour gagner sa place en poules ; le club russe parvient à se qualifier pour la compétition. Dès le premier match, le Ienisseï-STM crée la surprise en dominant le club anglais de Worcester (19-12) puis les gallois de Newport (38-18). Mais il ne gagne pas les quatre suivants et finit quatrième et dernier de la poule, ne se qualifiant donc pas pour les quarts de finale.
Il remporte avec le Ienisseï-STM son deuxième titre de champion de Russie, son septième au total.[réf. souhaitée]
Lors des barrages d'accession au Challenge européen 2017-2018, le !enisseï-STM termine premier, et Iouri Kouchnariov est le troisième meilleur réalisateur de la compétition avec 38 points, dont deux essais. Le club russe est ainsi qualifié pour le challenge, dans la poule 1 où elle retrouve Newport et affrontera les Newcastle Falcons et l'Union Bordeaux Bègles. Reversés en bouclier continental, les Russes remportent la compétition contre les Allemands de Heidelberger RK (24-20) et Kouchnariov est élu meilleur joueur de la finale.
Iouri Kouchnariov participe à sa deuxième Coupe du monde, au Japon, en 2019, où il est toujours titulaire et responsable du but.

## Palmarès en club
Champion de Russie :
- Avec le VVA Podmoskovie, en 2006, 2007, 2008, 2009, 2010 ;
- Avec le Ienisseï-STM, en 2014, 2016, 2017, 2018.

Bouclier européen :
- Avec le Ienisseï-STM, en 2017, 2018.

## Carrière internationale
Yuri Kushnarev obtient sa première sélection le 12 novembre 2005 face à la République tchèque (victoire 52-12, 10 points inscrits dont 1 essai).
Il a participé à la Coupe du monde de rugby 2011 en Nouvelle-Zélande et fut à cette occasion le premier russe à inscrire des points en Coupe du monde de rugby à XV.
En mai 2015, avec 524 points, il devient le recordman du nombre de points inscrits pour son pays, et le 24e de l'histoire du rugby à XV, toutes nations confondues.
Il participe en 2019 à sa deuxième Coupe du monde, au Japon.
Statistiques au 31 mars 2020
- Il a été sélectionné 115 fois dont 99 comme titulaire
  - Sélections par année : 1 en 2005, 7 en 2006, 5 en 2007, 6 en 2008, 8 en 2009, 9 en 2010, 11 en 2011, 5 en 2012, 5 en 2013, 11 en 2014, 6 en 2015, 10 en 2016, 8 en 2017, 9 en 2018, 10 en 2019, 4 en 2020.

- Il a inscrit 784 points dont :
  - 11 essais
  - 150 transformations
  - 141 pénalités
  - 2 drops